# Club Mondo Bizarre - For Members Only
Club Mondo Bizarre - For Members Only è il terzo album in studio del gruppo musicale death metal Pungent Stench, pubblicato nel 1994 dalla Nuclear Blast.

## Tracce
1. "True Life" – 5:06
2. "Klyster Boogie" – 4:02
3. "Choked Just for a Joke" – 4:37
4. "Hydrocephalus" – 4:22
5. "I'm a Family Man" – 5:17
6. "Treatments of Pain" – 4:38
7. "In Search of the Perfect Torture" – 5:00
8. "Practice Suicide" – 3:27
9. "Fuck Bizarre" – 3:15
10. "Rape ~ Pagar Con La Misma Moneda" – 4:15

## Formazione
- El Cochino - voce, chitarra
- Highjack - basso
- Sex Slave - batteria